# Ateneu (músico)
Ateneu, filho de Ateneu (em grego:  Ἀθήναιος) foi um compositor e músico grego ateniense que viveu entre 138 e 28 a.C., quando compôs o Primeiro Hino Délfico. Embora se pensasse que o compositor do Primeiro Hino era meramente "um ateniense", uma leitura cuidadosa da inscrição mostra que não pode ser o athenaîos étnico (de Atenas), mas nomeia Athénaios Athenaíou (Ateneu, filho de Atenios) como o compositor (Bélis 1992, 48–49 e 53–54).